# Nahangbagrus songamensis
Nahangbagrus songamensis är en fiskart som beskrevs av Nguyen och Vo 2005. Nahangbagrus songamensis ingår i släktet Nahangbagrus och familjen Amblycipitidae. IUCN kategoriserar arten globalt som otillräckligt studerad. Inga underarter finns listade i Catalogue of Life.